# ماريا سانشيز لورنزو
ماريا سانشيز لورنزو (بالإسبانية: María Sánchez Lorenzo)‏ مواليد 7 نوفمبر 1977 في سالامانكا، هي لاعبة كرة مضرب إسبانية سابقة بدأت مسيرتها كمحترفة سنة 1994 وكانت تلعب باليد اليمنى، اعتزلت اللعب في 2006. أعلى تصنيف لها في الفردي كان المركز الـ 33 في سنة 2004.

## النهائيات

### الفردي: 3 (1–2)
| الحصيلة | الرقم | التاريخ        | الدورة                                  | الأرضية | المنافس         | النتيجة       |
| ------- | ----- | -------------- | --------------------------------------- | ------- | --------------- | ------------- |
| الفوز   | 1.    | 8 أغسطس 1999   | بطولة المجتمع الفرنسي، بلجيكا           | ترابية  | دينيزا شلادكوفا | 6–7, 6–4, 6–2 |
| الوصافة | 2.    | 24 مايو 2003   | مدريد المفتوحة للسيدات، إسبانيا         | ترابية  | تشاندا روبين    | 4–6, 7–5, 4–6 |
| الوصافة | 3.    | 29 فبراير 2004 | بطولة كولومبيا المفتوحة للتنس، كولومبيا | ترابية  | فابيولا زولاغا  | 6–3, 4–6, 2–6 |

## روابط خارجية
- ماريا سانشيز لورنزو على موقع رابطة محترفات التنس (الإنجليزية)
- ماريا سانشيز لورنزو على موقع الاتحاد الدولي لكرة المضرب (الإنجليزية)
- ماريا سانشيز لورنزو على موقع كأس بيلي جين كينغ (الإنجليزية)
- ماريا سانشيز لورنزو على موقع خلاصة التنس.كوم (الإنجليزية)
- ماريا سانشيز لورنزو على موقع أوليمبيديا (الإنجليزية)